# آندری باتیوتین
آندری باتیوتین (روسی: Андрей Андреевич Батютин؛ زادهٔ ۲۸ مهٔ ۱۹۹۵) بازیکن فوتبال اهل روسیه است.
از باشگاه‌هایی که در آن بازی کرده‌است می‌توان به باشگاه فوتبال کراسنودار اشاره کرد.